# Prečín
Prečín (em húngaro: Soltészperecsény) é um município da Eslováquia, situado no distrito de Považská Bystrica, na região de Trenčín. Tem 17,63 km² de área e sua população em 2018 foi estimada em 1.504 habitantes.

## Demografia
| Ano:        | 1994 | 2004    | 2014   | 2024   |
| ----------- | ---- | ------- | ------ | ------ |
| Broj ljudi: | 1261 | 1393    | 1440   | 1561   |
| Razlika:    |      | +10,46% | +3,37% | +8,40% |

| Ano:               | 2023 | 2024   |
| ------------------ | ---- | ------ |
| Número de pessoas: | 1555 | 1561   |
| Diferença:         |      | +0,38% |